# Josef Poláček (politik)
Josef Poláček (* 13. srpna 1948 Ústí nad Orlicí) je český politik, počátkem 21. století poslanec Poslanecké sněmovny za ODS.

## Biografie
Narodil se v Ústí nad Orlicí, ale od věku svých šesti let žije ve Varnsdorfu. Zde vystudoval SPŠ strojní a pak absolvoval VŠST v Liberci (fakulta strojní). V letech 1967–1970 pracoval jako podnikový vodohospodář v podniku Stap Vilémov, v letech 1970–1980 na Okresní vodohospodářské správě (později Severočeské vodovody a kanalizace). V letech 1981–1983 byl zaměstnancem obsluhy benzinové čerpací stanice v Roudnici a od roku 1983 znovu pracovníkem na úseku investic v podniku Severočeské vodovody a kanalizace. V letech 1994–2002 působil jako hlavní inženýr na stavbách financovaných z programu PHARE.
Je podruhé ženatý. Z prvního manželství má syny Tomáše a Michala a z druhého manželství dcery Veroniku a Alenu. Jeho manželka Irena pracuje ve školství jako zástupkyně ředitelky ZŠ ve Varnsdorfu.
Členem ODS je od roku 1993. V komunálních volbách roku 1994 a komunálních volbách roku 1998 za ODS neúspěšně kandidoval do zastupitelstva města Varnsdorf. Zvolen sem byl v komunálních volbách roku 2002, komunálních volbách roku 2006 a komunálních volbách roku 2010. Profesně se uvádí k roku 1998 jako technik SčVK, k roku 2002 jako investiční technik a k roku 2006 a 2010 coby starosta města. Od roku 2002 byl členem rady města, starostou byl v letech 2002–2010.
Ve volbách v roce 2002 kandidoval do poslanecké sněmovny za ODS (volební obvod Ústecký kraj). Nebyl zvolen, ale do sněmovny zasedl dodatečně v červenci 2004 jako náhradník. Byl členem sněmovního výboru pro evropské záležitosti,. Ve sněmovně setrval do voleb v roce 2006.